# Villa La Rovella
La Villa La Rovella, nella frazione Agliate di Carate Brianza, è una villa di delizia della Brianza. Costituisce un importante esempio di architettura di villa in stile neoclassico, edificata dall'architetto Giacomo Moraglia per la famiglia Confalonieri. 

## Storia
Il complesso fu voluto dal conte Giuseppe Confalonieri e dalla moglie Luigia Verri, figlia del celebre letterato illuminista Pietro Verri. I coniugi ne affidarono la costruzione all'architetto Moraglia, appartenente alla seconda generazione degli architetti neoclassici lombardi formatisi all'Accademia di Brera, nel terzo decennio dell'Ottocento. L'edificio fu progettato, in contrasto rispetto alla precedente tradizione di ville con un corpo centrale affiancato da ali minori, come un parallelepipedo chiuso che si impone sul parco circostante. Gli spazi per i servizi sono ricavati all'interno del parallelepipedo stesso che acquisisce notevole verticalità, mascherata dall'alta zoccolatura a bugnato. La sobria decorazione della facciata si concentra nelle lesene lievemente aggettanti che sorreggono il timpano privo di ornamentazione. A lato del cancello d'ingresso fu eretto il piccolo oratorio in forma di Tempietto dedicato a san Giuseppe, con la facciata principale in forme corinzie rivolta sulla strada anziché verso la villa: l'oratorio contiene l'olio su tela del casalasco Giuseppe Diotti raffigurante il Transito di San Giuseppe (1830), di cui si conserva in collezione privata anche un disegno coi particolari delle principali teste del quadro.